# Don Scaletta
Don Scaletta (* 16. August 1937 in Cumberland (Maryland); † 18. Mai 2015) war ein US-amerikanischer Jazzpianist und Musikpädagoge.

## Leben und Wirken
Scaletta tourte mit dem Glen Miller (Ghost Band) und dem Charlie Spivak Orchester. Unter eigenem Namen spielte er in Los Angeles Mitte der 1960er-Jahre in Triobesetzung für Capitol und Verve Records im Popjazz-Idiom mehrere LPs ein, wie Any Time...Any Groove!, All in Good Time! und Sunday Afternoon at the Trident (1967). Er trat ferner im Walt Disney World Village auf und arbeitete auf Kreuzfahrtschiffen von Disney’s Magic & Wonder. In späteren Jahren unterrichtete er Jazz Improvisation an der University of Louisville und der University of North Florida; daneben arbeitete er im Raum Orlando mit eigenen Formationen. Im Bereich des Jazz war er zwischen 1964 und 2000 an 15 Aufnahmesessions beteiligt, u. a. mit Don Lamond, Nathan Page und Nat Adderley. 2004 legte er mit seinem Jazz Project ein Stan-Kenton-Tributalbum vor. Scaletta starb am 18. Mai 2015 im Alter von 77 Jahren an Herzversagen.